# 北京外交人员服务局

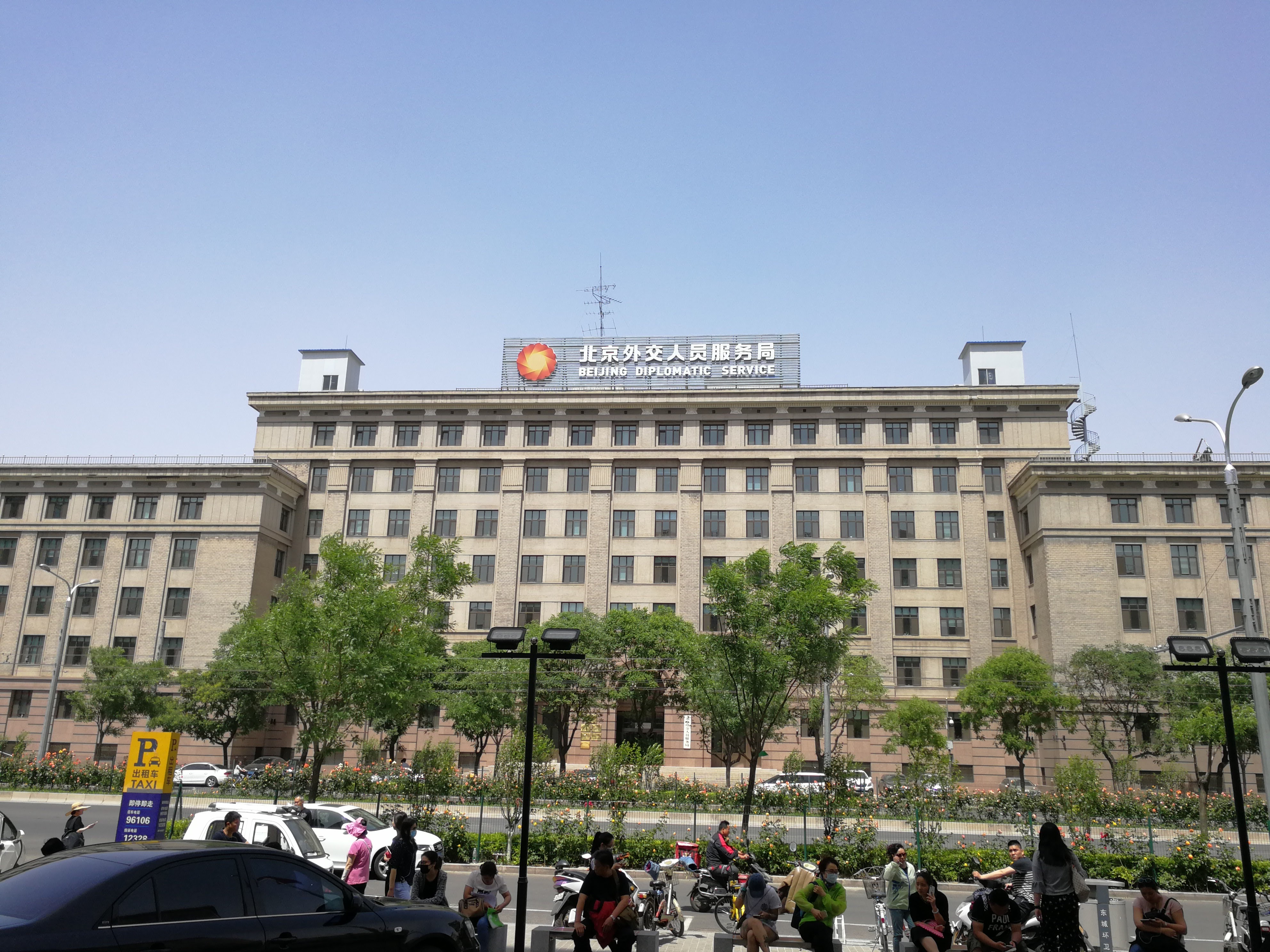
北京外交人员服务局大楼

北京外交人员服务局（英語：Beijing Diplomatic Service），位于北京市东城区朝阳门内大街223号，是隶属中华人民共和国外交部的事业单位，為归口單位负责北京使馆区建设工作，并负责为外国驻华使馆、国际组织驻华代表机构、外国驻京新闻机构及半官方机构聘用中国籍雇员的工作。

## 简介
1953年6月，经中央人民政府政务院总理周恩来批准，组建外交人员服务社。1955年初，在外交人员服务社的基础上组建外交人员服务处。1962年1月2日，经中华人民共和国国务院总理周恩来、副总理陈毅、习仲勋审定批准，正式成立北京市外交人员服务局。该局由外交部和北京市双重领导。1968年3月，改由外交部领导。1970年1月，又改回由外交部和北京市双重领导。1984年7月，北京市外交人员服务局更名为北京外交人员服务局，隶属外交部。
北京外交人员服务局下设：
- 北京外交人员房屋服务公司
- 北京外交人员人事服务公司
- 北京国际俱乐部有限公司
- 中国交远国际经济技术合作公司
- 北京外交人员综合服务公司
- 北京外交人员语言文化中心
- 北京外交人员服务局后勤服务中心
- 北京外交人员服务局信息与培训中心
- 北京永茂兴达工程管理有限责任公司

## 历任局长
1961年底，成立北京市外交人员服务局，局长空缺，外交部副部长耿飚、王炳南分管服务局，局党组书记兼副局长李萍主持工作。
- 张越（1966年9月任职）
- 徐晃（1970年8月任职）
- 国鹰（1978年初任职）
- 孟钺（1983年4月任职）
- 邢松鹢（1984年3月任职）
- 武韬（1989年5月任职）
- 梁安久（1993年3月任职）
- 张利民（1996年3月任职）
- 瞿文明（2003年1月任职）
- 钱洪山（2008年3月任职）
- 袁卫民（2015年7月任职）
- 李立（2020年2月－2025年5月）
- 周西松（2025年5月－）[10][11]